# El cura ya tiene hijo
El cura ya tiene hijo es una película española de comedia estrenada el 21 de mayo de 1984, dirigida por Mariano Ozores y protagonizada en los papeles principales por Fernando Esteso y Antonio Ozores, entre otros. Se trata de la secuela de la película El hijo del cura del año 1982, dirigida también por Mariano Ozores y protagonizada en los papeles principales por los mismos actores.

## Sinopsis
Don Justo, el cura, ha cambiado de pueblo y nota que la gente de su nueva parroquia no acude a la iglesia. Al preguntar el porqué, la gente le dice que se sabe que tiene un hijo con una feligresa de su anterior parroquia. Justo intenta deshacer el entuerto pero, con tan mala suerte que, en su nueva parroquia y bajo secreto de confesión, le entregan otro niño que complica más la situación, ya que todos creen que es otro de sus hijos.

## Reparto
- Fernando Esteso como Don Justo - el cura.
- Antonio Ozores como Ludovico - el obispo.
- Alfonso del Real como Cardenal Esteve.
- África Pratt como Aurora.
- Ángel Ter como Don Bartolmé, el nuevo párroco de Villamar.
- Manuel Zarzo como Julio.
- Adriana Ozores como Matilde.
- Luisa Armenteros como Amalia.
- Carmen Casal
- Victoria Tejela
- Luis Lorenzo 	 como Rodolfo.
- Francisco Camoiras como Dionisio - el azulete.
- Rafael Hernández como alcalde de Peñafría del Monte.
- Emilio Fornet como	anciano pintor.
- Florinda Chico como Clara - la alcaldesa.
- Juanito Navarro como Agapito Fernández - el sacristán.
- Tomás Gayo como Carlos.
- Lucía Peralta como	Gloria.
- Herminia Tejela
- Margarita Herrera
- José Yepes
- Paco Racionero
- José Segura
- Consuelo Pascual
- Kino Pueyo
- Teresa López
- Carmen Martínez Sierra